# Зледеніння Ллянкіуе

Мапа Чилійський озерний край, де було виявлено зледеніння Ллянкіуе.

Зледеніння Ллянкіуе — зледеніння останнього льодовикового періоду на півдні Чилі.
Терен розповсюдження льодовика лежить на захід від озера Ллянкіуе, де були виявлені різні кінцеві моренні системи, що належать до останнього льодовикового періоду.
Зледеніння є останнім епізодом існування Патагонського льодовикового щита.
Попередній інтергляціал відомий як Вальдивійський інтергляціал має назву за містом Вальдивія.

## Загальна характеристика
Характеристики зледеніння відрізняються залежно від широти.
У Центральному Чилі, на південь від пустелі Атакама, ступінь заледеніння Ллянкіуе корелюється опадами, які збільшуються на південь.
Максимальне просування льодовиків не було синхронним по всьому широтному градієнту, оскільки воно було викликано зсувами на північ та південь Західних вітрів, що приносить вологу, та шляхи циклонів.
Льодовики у центральній частині Чилі були особливо чутливими до зрушень у структурі опадів, а льодовики на півдні Чилі (39–43° S) були чутливими як до опадів, так і до температури, що корелювало з глобальними температурними тенденціями.
Під час найбільшого просування льодовика зледеніння Ллянкіуе в Чилі показало помітну різницю на північ і південь від широти 41,5° S.
На півдні язики льодовиків андійських долин злилися і розповсюдилися, займаючи сьогоднішнє море Чилое та інші морські басейни.
Іноді льодовик доходив аж до підніжжя Чилійського прибережного хребта в Чилое. 
Це означало, що регіон на південь від 41,5° S  зазнавав зледеніння під час найбільшого просування льодовика.
Натомість, льодовики Андійських долини, що виходили до Центральної долини Чилі в Чилійському озерному краї (39–41,5° S), утворювали великі, але окремі льодовикові язики, що означає, що зледеніння залишалося обмеженим топографією, будучи заледенінням долинних льодовиків, або іншими словами альпійського типу.
У Чилійському озерному краї і Чилое великі рівнини, що утворилися під час заледеніння Ллянкіуе, розташовані між моренами Ллянкіуе і моренами старішого зледеніння Санта-Марія. 
В даний час ці морени містять характерний ґрунт і рослинність типу ньяді.
У пустелі Атакама найвищі вершини залишалися вільними від льоду протягом усього четвертинного періоду. 
Сухі райони на схід від Анд у Патагонії не зазнали зледеніння, але були розвинуті перигляціальні особливості, такі як крижані клини, полігональний грунт, гідролаколіти, кам'яні річки, пальзи, кріотурбація ґрунту, відкладення соліфлюкції під час зледеніння Ллянкіуе
Узбережжя Чилі на північ від 42° S і більша частина  Чилійського прибережного хребта не зазнали зледеніння, а також були вільними від перигляціації.
Проте невеликі льодовики існували у найвищій частині Чилійського прибережного хребта.
На висотах понад 100 м (Кордильєра-Піучен) або 600 м (Кордильєра-де-Науельбута) ґрунти Чилійського узбережжя були порушені соліфлюкцією.
Між 41° і 37° S, прибережний регіон, нижні схили Чилійського прибережного хребта та найзахідніша частина Центральної долини Чилі залишалися вільними від льодовикових, флювіогляциальних і перигляціальних форм, тобто ці регіони (зокрема на схилах Кордильєра-де-Науельбута) були рефугіями для вальдивійських помірних дощових лісів.

## Розвиток зледеніння
Палінологічний аналіз у Чилое показує існування принаймні трьох інтерстадіалів, під час зледеніння Ллянкіуе.
Перший інтерстадіал розпочався за 57 000 років тому і закінчився не пізніше 49 000 років тому.
Під час інтерстадіалів хвойні рослини Fitzroya та Pilgerodendron  мали набагато більшу географічну протяжність, ніж зараз, що зростали в цей час у Центральній долині Чилі на широтах від 41° до 43° S.
Між 30° і 40° S льодовики досягли свого максимального просування приблизно на 40-35 тис. років тому.
У порівнянні з районами Ллянкіуе і Чилое максимальне просування льодовика було досягнуто набагато раніше у Кордильєра-дель-Пайне та протоці Ултіма-Есперанса (51-52° S), де пік заледеніння досягнув приблизно 48 000 років тому.
Розрізняють п’ять просувань льодовиків на захід у південному Чилійському озерному краї та Чилое (40–42,5° S): 33 600, 30 800, 26 900, 26 000 та 17 700–18 100 років тому.

### Останній льодовиковий максимум
Під час останнього льодовикового максимуму долинні льодовики злилися і спустилися з Анд, зайняли озерні та морські басейни, де вони зазнали розвитку, утворюючи великі передгірні язики льодовика.
Льодовики простягалися приблизно на 7 км на захід від сучасного озера Ллянкіуе, але не більше ніж на 2–3 км на південь від нього.
У той же час озеро Науель-Уапі в Аргентині також зазнало зледеніння.
На більшій частині Чилое просування льодовикf досягло піку 26 000 років тому, утворюючи довгу морену з півночі на південь вздовж східного узбережжя острова Чилое.
Навіть між сусідніми частками льодовика максимальна протяжність льодовика не була синхронною;
В той час коли льодовик, що займав басейн Пуєуе (40°41' S), зазнав танення у моренне озеро Пуєуе, льодовик у басейні Рупанко (40°49' S) зазнав найбільшого розвитку.
Незважаючи на просування льодовика, значна частина території на захід від озера Ллянкіуе все ще залишалася вільною від льоду під час останнього льодовикового максимуму. 
Протягом найхолоднішого періоду останнього максимуму льодовика на цих теренах переважали альпійські луки.
Подальше потепління, спричинило повільний розвиток лісів Nothofagus.
У цьому біомі чергувались Магелланові вересові пустища з лісом Nothofagus, і в міру потепління у цьому районі почали рости навіть теплолюбні дерева.
Верхня межа лісу була нижче сьогоденної приблизно на 1000 м під час найхолоднішого періоду,
але вона поступово підвищувалася до 19 300 років тому.
Тимчасове похолодання призвело до заміни більшої частини деревної рослинності на Магелланові вересові пустища та альпійські луки.
Мало відомо про масштаби зледеніння під час останнього льодовикового максимуму на північ від Чилійського озерного краю.
На півночі, у Сухих Андах Центрального Чилі під час останнього льодовикового максимуму, через підвищену вологість відбулось просування принаймні деяких гірських льодовиків.
Дослідження Oreobolus obtusangulus припускає, що ця рослина пережила зледеніння в трьох льодовикових рефугіях: південно-центральна частина Чилі, східні Патагонські Анди та сході Вогняної Землі.

### Дегляціація
Швидке потепління почалося за 17 800 років до сьогодення, що супроводжувалося відступом льодовиків і швидкою колонізацією Nothofagus dombeyi і подальшим розвитком вальдивійських помірних дощових лісів вище колишньої верхньої межі лісу.
Види рослин Магелланових вересових пустищ, що процвітали у нельодовикових районах протягом короткого стадіалу 19 300–17 800 років до сьогодення, були значною мірою зникли, коли умови змінилися від надвологих до вологих.
Дегляціація, що почалася в 17 800 до сьогодення, відбувалась паралельно подібним подіями у Новій Зеландії.
Після загального пізнього льодовикового максимуму відбувся новий імпульс просування льодовика близько 14 850 років до сьогодення.
У цей момент льодовиковий язик Гольфо-Корковадо (близько 43° S) мав найбільшу довжину за останні 30 000 років.
Інші льодовикові язики просунулися до свого найбільшого розвитку під час пізньольодовикового максимуму.
Дегляціація була майже завершена 14 000 років до сьогодення.
Рослинність Магелланових вересових пустищ навколо озера Ллянкіуе була замінена Північнопатагоніськими вологими лісами: Myrtaceae, Nothofagus dombeyi, Fitzroya cupressoides і Lomatia.
Науковці вважають, що подальше потепління призвело до того, що хвойні ліси, у тому числі Fitzroya cupressoides, поступились місцем іншим типам рослинності на більшій частині низовин і отримали своє сучасне переривчасте поширення у прохолодних висотах Чилійського узбережжя та Анд.
Під час дегляціації існували ефемерні моренні озера: палеоозеро Теуельче у Торрес-дель-Пайне (51° S).